# Clarence Darrow
Clarence Seward Darrow (18. dubna 1857  – 13. března 1938) byl americký advokát a vedoucí člen Amerického svazu pro občanské svobody. Nejznámější je pravděpodobně díky obhajobě mladých vrahů Leopolda a Loeba v trestním řízení týkajícím se vraždy čtrnáctiletého chlapce Roberta Frankse v roce 1924. Slávu mu také přinesla obhajoba Afroameričana Ossiana Sweeta v trestním řízení týkajícím se zabití v sebeobraně a také zastupování Johna T. Scopese v tzv. Opičím procesu v roce 1925.
Často se o něm hovořilo, jako o vzdělaném „venkovském advokátovi“, neboť v soudní síni udivoval svou výřečností, poměrně dlouhými a skvěle propracovanými závěrečnými řečmi, které mu často přinášely vítězství i ve velice obtížných sporech.

## Život
Clarence Darrow se narodil na venkově v malé obci Farmdale v okrese Kinsman ve státě Ohio. Darrowův otec byl abolicionista, ikonoklast (obrazoborec) a volnomyšlenkář, který byl ve své vesnici označován za bezvěrce. Darrowova matka podporovala hnutí sufražetek a bojovala za práva žen. Darrowovi předkové se přestěhovali do Spojených států z Anglie. V dětství Darrow velice rád hrál baseball, jinak se však zajímal spíše o duševní aktivity. Velice brzy se začal zajímat o umění vedení slovních pří. Rád s někým debatoval před publikem a líbilo se mu, pokud mohl v debatě říci něco neočekávaného, zejména něco, co přihlížející šokovalo. V patnácti letech se začal zajímat o politiku a četl historickou a politicko-ekonomickou literaturu. V šestnácti letech nastoupil na pedagogickou školu. Přibližně v té samé době se začal zajímat také o právo. Podle jeho vlastních slov jej na právu přitahovala zejména možnost předvést své schopnosti před lidmi. V té době bydleli Darrowovi v obci naproti domku hrnčíře, který byl zároveň zvoleným obecním soudcem. Darrow nevynechal ani jediný případ, který obecní soudce projednával.
V roce 1872 nastoupil Darrow na soukromou vysokou školu Allegheny College v Pensylvánii. Na této vysoké škole promoval jeho otec i jeho starší sestra. Darrow zde však vydržel pouze jeden rok. Ve svých pamětech uvedl, že jej zejména frustrovalo studium latiny a řečtiny, jazyků, které považoval za mrtvé a pro moderní dobu zbytečné. V roce 1877 pak nastoupil na právnickou fakultu na univerzitě v Ann Arbor, v Michiganu. I tuto školu opustil již po roce studií. Důvodem byl zejména nedostatek financí, avšak zároveň si uvědomil, že se právníkem může stát i praxí a sledováním ostatních právníků při práci. Proto nastoupil do zaměstnání v advokátní kanceláři ve městě Youngstown, přibližně dvacet mil od svého rodiště. V roce 1879 byl pak připuštěn k advokátním zkouškám a získal tak licenci pro vykonávání advokátní praxe ve státě Ohio. Nadále pak pracoval v advokátní kanceláři v Youngstownu.
Vzhledem k tomu, že Youngstown byl příliš malé město, než aby se v něm uživil další advokát, přestěhoval se Darrow se svou partnerkou Jessie Ohlovou v roce 1880 do města Ashtabula na břehu Erijského jezera. V té době měla Ashtabula přibližně 5 000 obyvatel. Zde se také Clarence Darrow a Jessie Ohlová dne 15. května 1880 vzali. Z manželství se dne 10. prosince 1883 narodilo jediné Darrowovo dítě, syn Paul. Manželé Darrowovi se nicméně v roce 1897 rozvedli.
Nejstarší zaznamenaný případ v němž Darrow vystupoval jako advokát, byl spor Brockway v. Jewell. Darrow zastupoval žalobce, kterým byl mladý muž Brockway pečující o staršího bohatého pacienta, pana Jewella. Pacient za služby nezaplatil a žalobce se proto domáhal svých práv v soudním řízení, které bylo zahájeno v dubnu 1887. V soudním sporu byla nakonec vydána dvě rozhodnutí prvostupňových a tři rozhodnutí odvolacích soudů. Celý spor byl veden dohromady sedm let a Darrow za něj obdržel pouze se žalobcem původně ujednanou sumu pěti dolarů. Většinu času tak pracoval zdarma.
V roce 1887 se také Darrow se svou rodinou přestěhoval do Chicaga ve státě Illinois. Chicago zažívalo ve druhé polovině devatenáctého století nebývalý rozmach a již v té době bylo čtvrtým největším městem Spojených států s více než půl milionem obyvatel. Rozhodnutí přestěhovat se do Chicaga bylo podle Darrowa samotného důsledkem náhody, neboť v Ashtabule měl problém sehnat vyhovující ubytování, nicméně se jednalo o rozhodnutí, které zcela změnilo jeho život, neboť až ve velkoměstě navázal kontakty, díky kterým se později proslavil.